# AFC Door Wilskracht Sterk
Amsterdamsche Football Club Door Wilskracht Sterk (Amsterdamský fotbalový klub Silní díky odhodlání), zkráceně AFC DWS, Door Wilskracht Sterk nebo DWS, je nizozemský fotbalový klub sídlící v Amsterdamu. 1× byl mistrem Nizozemska. V současnosti hraje v nižších soutěžích.
Barvami jsou modrá a černá.

## Historie
Klub byl založen v roce 1907 pod názvem Fortuna, který byl záhy změněn na Hercules. Tým hrál v modro-bílých dresech.
V roce 1909 se název změnil na Door Wilskracht Sterk a dresy se změnily na modro-černé.
V roce 1954 klub vstoupil do profesionálního fotbalu a hrál na Olympijském stadionu. V roce 1963 se po sestupu tým hned vrátil do 1. ligy a jako nováček ji hned v roce 1964 vyhrál. To bylo naposledy, co nizozemskou ligu vyhrál klub, který nemá červeno-bílé dresy (protože je mají Ajax, AZ, Feyenoord, PSV i Twente). V roce 1965 hráli čtvrtfinále PMEZ.
V roce 1972 se DWS sloučil s Blauw-Wit Amsterdam, aby vznikl FC Amsterdam. S ním se v roce 1973 sloučil ještě AVV De Volewijckers. DWS pokračoval jako amatérský klub.

## Úspěchy
- Eredivisie: 1
  - 1963–64